# 白俄罗斯人民共和国拉达
白俄罗斯人民共和国拉达（缩写为）是白俄罗斯人民共和国的最高权力机构。从1919年开始，白俄罗斯人民共和国拉达一直处于流亡状态。目前，它已成为白俄罗斯侨民中最有影响力的政治组织。截至2024年，白俄罗斯人民共和国拉达是世界上现存最古老的流亡政府。